# Живоглядов Дмитро Вікторович
Дмитро Вікторович Живоглядов (рос. Дми́трий Ви́кторович Живогля́дов, нар. 29 травня 1994, Дубна) — російський футболіст, захисник клубу «Парі Нижній Новгород».

## Клубна кар'єра
Народився 29 травня 1994 року в місті Дубна. Вихованець футбольної школи клубу «Динамо» (Москва). Взимку 2014 року, будучи капітаном молодіжної команди, відправився на збори з основним складом «Динамо».
Дебютував у складі першої команди «Динамо» 8 серпня 2015 року, в матчі 4-го туру чемпіонату Росії проти «Анжі» (3:2). Живоглядов вийшов на заміну на 88-й хвилині замість Матьє Вальбуена. До кінця сезону він провів 21 матч за «Динамо» в Прем'єр-лізі, звідки в кінці сезону вилетів із клубом.
У 2016 році перейшов до «Уфи», де провів наступні три сезони своєї ігрової кар'єри як основний гравець, після яких звернув на себе увагу московського «Локомотива», куди і перейшов 11 червня 2019 року, підписавши контракт на 4 роки. У сезоні 2019/20 він провів 14 матчів у лізі Прем'єр за столичний клуб і став з командою володарем Суперкубка Росії. Станом на 23 січня 2021 року відіграв за московських залізничників 30 матчів в національному чемпіонаті.
3 липня 2023 року Живоглядов як вільний агент приєднався до клубу «Парі Нижній Новгород».

## Виступи за збірні
З 2012 року виступав за юнацьку збірну Росії до 19 років, за яку зіграв 9 ігор.
Протягом 2014—2016 років залучався до складу молодіжної збірної Росії. На молодіжному рівні зіграв у 13 офіційних матчах.
8 листопада 2020 року він був вперше призваний до національної збірної Росії на матчі проти Молдови, Туреччини та Сербії, але на поле в жодному з них так і не вийшов.

## Статистика виступів

### Статистика клубних виступів
| Сезон             | Команда           | Чемпіонат         | Чемпіонат | Чемпіонат | Національний кубок | Національний кубок | Національний кубок | Континентальні кубки | Континентальні кубки | Континентальні кубки | Інші змагання | Інші змагання | Інші змагання | Усього | Усього | Усього |
| Сезон             | Команда           | Ліга              | Ігор      | Голів     | Ліга               | Ігор               | Голів              | Ліга                 | Ігор                 | Голів                | Ліга          | Ігор          | Голів         | Ігор   | Голів  |        |
| ----------------- | ----------------- | ----------------- | --------- | --------- | ------------------ | ------------------ | ------------------ | -------------------- | -------------------- | -------------------- | ------------- | ------------- | ------------- | ------ | ------ | ------ |
| 2015–16           | «Динамо» (Москва) | ПЛ                | 21        | 0         | КІ                 | 2                  | 0                  | -                    | -                    | -                    | -             | -             | -             | 23     | 0      |        |
| 2016–17           | «Уфа»             | ПЛ                | 20        | 0         | КІ                 | 4                  | 0                  | -                    | -                    | -                    | -             | -             | -             | 24     | 0      |        |
| 2017–18           | «Уфа»             | ПЛ                | 28        | 2         | КІ                 | 0                  | 0                  | -                    | -                    | -                    | -             | -             | -             | 28     | 2      |        |
| 2018–19           | «Уфа»             | ПЛ                | 2         | 0         | КІ                 | 0                  | 0                  | ЛЄ                   | 6                    | 0                    | -             | -             | -             | 8      | 0      |        |
| Усього за «Уфу»   | Усього за «Уфу»   | Усього за «Уфу»   | 50        | 2         |                    | 4                  | 0                  |                      | 6                    | 0                    |               | -             | -             | 60     | 2      |        |
| Усього за кар'єру | Усього за кар'єру | Усього за кар'єру | 71        | 2         |                    | 6                  | 0                  |                      | 6                    | 0                    |               | -             | -             | 83     | 2      |        |

## Титули і досягнення
- Володар Суперкубка Росії (1):

«Локомотив» (Москва): 2019
- Володар Кубка Росії (1):

«Локомотив» (Москва): 2020-21